# دانشگاه محیط زیست
دانشگاه محیط زیست (University of Environment) وابسته به وزارت علوم، تحقیقات و فناوری، یک مرکز آموزش عالی است که در سال ۱۳۵۱ در شهر کرج با نام مرکز آموزش عالی محیط زیست (College of Environment) تأسیس شد. این دانشگاه در دوره‌های کاردانی و کارشناسی و کارشناسی ارشد از طریق کنکور سراسری و کنکور علمی-کاربردی دانشجو می‌پذیرد. هم چنین این دانشگاه به‌طور مستقل فعالیت دارد.

## ارتقای عنوان
هیئت دولت در سفر استانی مورخ ۷ دی ماه ۱۳۸۹ خود به استان البرز مصوبه ارتقای مرکز آموزش عالی محیط زیست به «دانشگاه محیط زیست» را به تصویب رساند.

## مراکز وابسته
با توجه به نقش و اهمیت محیط زیست در شکوفایی، رشد و توسعه کشورها و بر اساس پیشنهاد جمهوری اسلامی ایران تشکیل مؤسسه علوم و فناوری محیط زیست اکو در دومین اجلاس وزارت محیط زیست کشورهای عضو سازمان همکاری اقتصادی (اکو) در سال ۲۰۰۴ به تصویب رسید. سه کشور ایران، ترکیه و پاکستان برای ایجاد انستیتو علوم و فناوری محیط زیست پیش قدم شدند که پس از ۲ سال کار کارشناسی و بررسی امکانات و ظرفیت‌ها، ایران به عنوان میزبان این انستیتو انتخاب شد. هدف از تشکیل این مؤسسه تولید علم و فناوری، ظرفیت‌سازی و تقویت نیروی انسانی، ارتقای همکاری‌های علمی و فنی و تبادل تجربیات در زمینه حفاظت از محیط زیست و تقویت همکاری‌های چند جانبه برای اختصاص منابع مالی برای حفاظت از محیط زیست در کشورهای عضو اکو اعلام شده‌است. در سال 1389  مؤسسه علوم و فناوری محیط زیست اکو در محل دانشگاه محیط زیست افتتاح شده‌است.

## رئیس
دکتر اصغر محمدی فاضلی سرپرست پیشین دانشگاه محیط زیست بوده‌است و در حال حاضر امید بزرگ حداد سرپرستی این دانشگاه را بر عهده دارد. جناب دکتر حداد انحلال دانشکده و تنزیل آن به آموزشکده محیط بان رو که اقدامی خلاف قوانین وزارت علوم هست را دنبال می‌کنند. 

## دانشکده و گروه‌ها
* گروه محیط زیست انسانی
رشته‌ها:
1. کارشناسی ارشد مهندسی شیمی - بهداشت، ایمنی و محیط زیست (HSE)
2. کارشناسی ارشد مهندسی عمران - محیط زیست
3. کارشناسی ارشد مهندسی منابع طبیعی - محیط زیست گرایش آلودگی‌های محیط زیست
4. مهندسی عمران - شبکه‌های آب و فاضلاب
5. شیمی - کاربردی
6. مهندسی معدن
7. مهندسی فناوری محیط زیست - بازیافت پسماند
8. مهندسی فناوری محیط زیست - کنترل آلاینده‌ها
9. مهندسی عمران - شبکه و تصفیه خانه فاضلاب
10. مهندسی عمران - آب و فاضلاب

- گروه محیط زیست طبیعی و تنوع زیستی

رشته‌ها:
1. کارشناسی ارشد مهندسی منابع طبیعی - محیط زیست گرایش ارزیابی و آمایش سرزمین
2. کارشناسی ارشد مهندسی منابع طبیعی - محیط زیست گرایش تنوع زیستی
3. کارشناسی ارشد مهندسی منابع طبیعی - مقابله با مخاطرات محیط زیستی
4. کارشناسی ارشد کنترل ریزگردها
5. مهندسی منابع طبیعی - محیط زیست
6. مهندسی فناوری احیا مناطق بیابانی
7. مهندسی فناوری حفاظت و حمایت منابع طبیعی
8. جنگلداری جامع
9. جنگلکاری و پارک‌های جنگلی
10. مهندسی فناوری منابع طبیعی - جنگلکاری و پارک‌های جنگلی
11. مهندسی فناوری منابع طبیعی - سامانه‌های اطلاعات جغرافیایی

* گروه محیط زیست دریایی

رشته‌ها:
1. کارشناسی ارشد مهندسی منابع طبیعی - بوم‌شناسی آبزیان شیلاتی
2. کارشناسی ارشد مهندسی منابع طبیعی - تالاب
3. مهندسی فناوری منابع آب‌های زیرزمینی

- گروه توسعه پایدار

رشته‌ها:
1. بهداشت، ایمنی و سلامت محیط زیست صنایع
2. مدیریت گردشگری
3. ایمنی و بهداشت واحدهای صنفی

## امکانات
دارای آزمایشگاه، نمازخانه، کتابخانه، لابراتوار کامپیوتر، آمفی تئاتر، اتاق جلسات، سلف سرویس و زمین فوتبال و سالن ورزشی است که آماده می‌باشد.